# HEPES
HEPES(Hydroxyethyl piperazine Ethane Sulfonicacid, 하이드록시에틸피페라진에테인설폰산)은 양쪽 이온성 유기 화학적 완충제 중 하나이다. 주로 세포 배양에 널리 사용되는데, 주로 세포 배양에 사용되는 중탄산 완충 용액과 비교했을 때 이산화탄소 농도(세포 호흡에 의해 생성됨)의 변화에도 불구하고 생리적인 pH를 유지하는 면에서 더 낫기 때문이다. 물의 이온화는 온도가 낮아짐에 따라 감소하지만 다른 많은 완충액의 이온화 상수(pK)는 온도에 따라 크게 변하지 않는다. HEPES는 온도가 낮을수록 해리가 감소한다는 점에서 물과 비슷하다. 이러한 면에서 HEPES는 저온에서 효소의 구조와 기능을 유지하는데 효과적인 완충제이다. 연구에 따르면, 환경의 빛에 노출 됐을때, HEPES가 과산화수소를 생성하여 광독성이 있다고 하는데, 중탄산 기반의 세포 배양 버퍼에서는 문제가 되지 않는다. 따라서 HEPES 함유 용액을 가능한 한 어둡게 보관하는 것이 좋다.
- pKa1 (25 °C) = 3
- pKa2 (25 °C) = 7.5
- 유용한 pH 범위 = 2.5 ~ 3.5 또는 6.8 ~ 8.2

## 같이 보기
- 완충 용액